# Lista de prefeitos de Tabuleiro do Norte
Esta é a lista de prefeitos e vice-prefeitos do município de Tabuleiro do Norte, estado brasileiro do Ceará.
| Nº | Prefeito                                | Partido | Vice-Prefeito                          | Início do mandato       | Fim do mandato         | Observações                                           |
| 1  | Olímpio Agostinho Maia                  | PTB     | —                                      | 8 de junho de 1958      | 30 de janeiro de 1959  | Prefeito interino                                     |
| 2  | Manoel Guerreiro Gondim                 | PSD     | Alcides Monteiro Chaves (PSD)          | 31 de janeiro de 1959   | 30 de janeiro de 1963  | Prefeito e vice eleitos em sufrágio universal         |
| 3  | Raimundo Rodrigues Chaves               | PSD     | José Pereira de Araújo (PSD)           | 31 de janeiro de 1963   | 30 de janeiro de 1967  | Prefeito e vice eleitos em sufrágio universal         |
| 4  | Alcides Monteiro Chaves                 | MDB     | Gerardo Nunes Malveira (MDB)           | 31 de janeiro de 1967   | 30 de janeiro de 1971  | Prefeito e vice eleitos em sufrágio universal         |
| 5  | Gerardo Nunes Malveira                  | MDB     | Raimundo Maia Gondim (MDB              | 31 de janeiro de 1971   | 30 de janeiro de 1973  | Prefeito e vice eleitos em sufrágio universal         |
| 6  | Alcides Monteiro Chaves                 | MDB     | José Rosendo Freire (MDB)              | 31 de janeiro de 1973   | 31 de janeiro de 1977  | Prefeito e vice eleitos em sufrágio universal         |
| 7  | Pedro Moreira de Almeida                | ARENA   | José Conrado Filho (ARENA)             | 1° de fevereiro de 1977 | 31 de janeiro de 1983  | Prefeito e vice eleitos em sufrágio universal         |
| 8  | Gerardo Nunes Malveira                  | PDS     | Raimundo Conrado de Lima (PDS)         | 1° de fevereiro de 1983 | 31 de dezembro de 1988 | Prefeito e vice eleitos em sufrágio universal         |
| 9  | José de Oliveira Maia                   | PMDB    | Francisco de Assis Pinheiro (PMDB)     | 1º de janeiro de 1989   | 31 de dezembro de 1992 | Prefeito e vice eleitos em sufrágio universal         |
| 10 | Nestor Nogueira de Vasconcelos          | PMDB    | José Guerreiro Chaves (PMDB)           | 1º de janeiro de 1993   | 31 de dezembro de 1996 | Prefeito e vice eleitos em sufrágio universal         |
| 11 | José Chaves Guerreiro                   | PMDB    | Raimundo Dinardo da Silva Maia (PMDB)  | 1º de janeiro de 1997   | 31 de dezembro de 2000 | Prefeito e vice eleitos em sufrágio universal         |
| 12 | Maiard de Andrade                       | PPS     | Odílio Noronha (PMDB                   | 1º de janeiro de 2001   | 31 de dezembro de 2004 | Prefeito e vice eleitos em sufrágio universal         |
| 13 | Raimundo Dinardo da Silva Maia, Ednardo | PMDB    | José Marcondes Moreira (PT)            | 1º de janeiro de 2005   | 31 de dezembro de 2008 | Prefeito e vice eleitos em sufrágio universal         |
| 13 | Raimundo Dinardo da Silva Maia, Ednardo | PMDB    | José Marcondes Moreira (PT)            | 1º de janeiro de 2009   | 31 de dezembro de 2012 | Prefeito e vice reeleitos em sufrágio universal       |
| 14 | José Marcondes Moreira                  | PT      | João Artur Freitas Santos Costa (PMDB) | 1º de janeiro de 2013   | 31 de dezembro de 2016 | Prefeito e vice eleitos em sufrágio universal         |
| 15 | Rildson Rabelo Vasconcelos              | PSD     | João Artur Freitas Santos Costa (PMDB) | 1° de janeiro de 2017   | 31 de dezembro de 2020 | Prefeito e vice eleitos em sufrágio universal         |
| 15 | Rildson Rabelo Vasconcelos              | PP      | Raimundo Lucieudo de Sousa Sena (PDT)  | 1° de janeiro de 2021   | 31 de dezembro de 2024 | Prefeito reeleito e vice eleito em sufrágio universal |
| 16 | Renata Thaís Duarte Vasconcelos         | PP      | Anterio Fernandes Moreira (PT)         | 1° de janeiro de 2025   | Atualidade             | Prefeita e vice eleitos em sufrágio universal         |